# Roman Huszczo

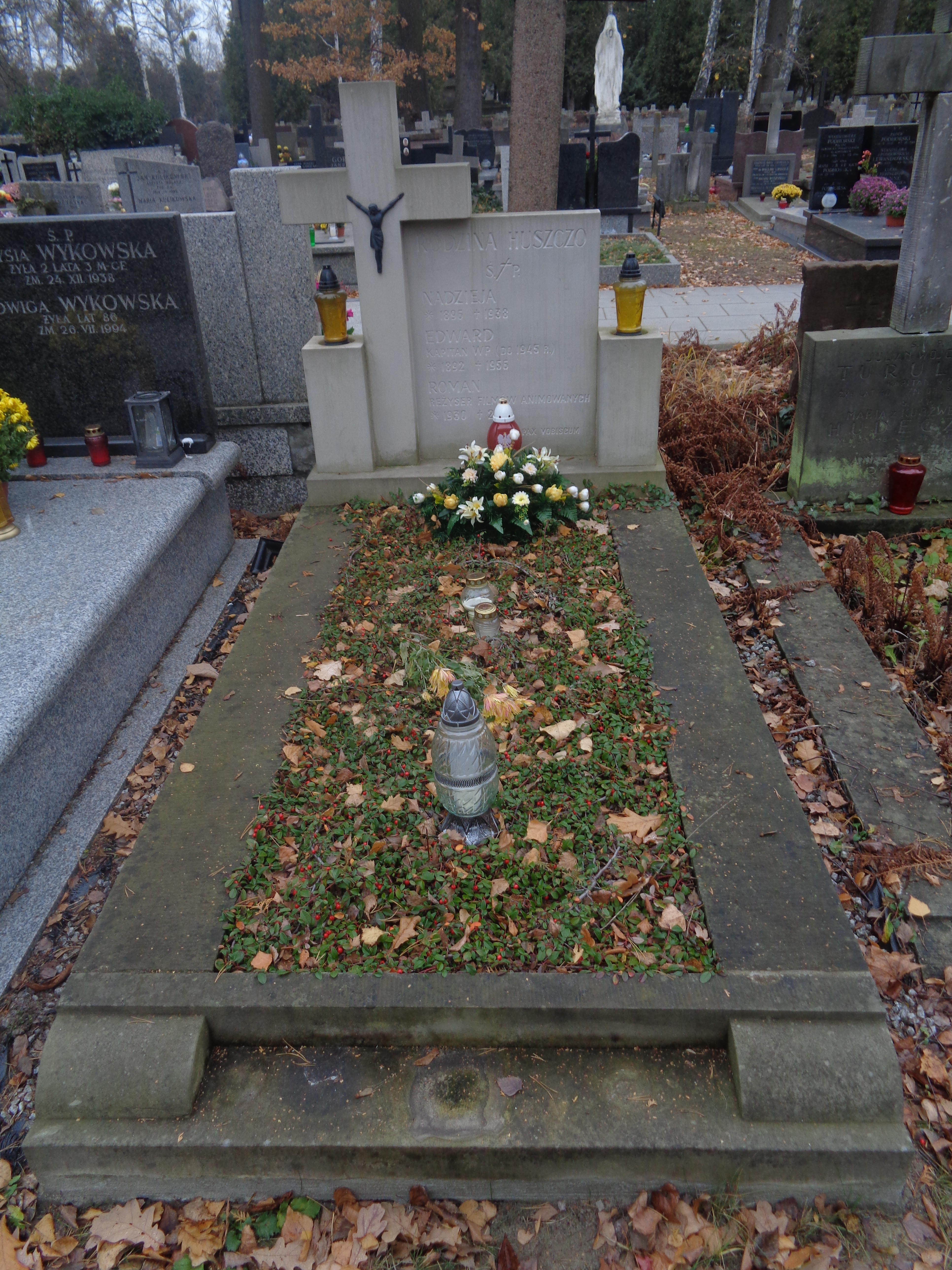
Grób Romana Huszczo na Cmentarzu Wojskowym na Powązkach

Roman Huszczo (ur. 10 lipca 1930 w Przemyślu, zm. 11 maja 2015 w Warszawie) – polski scenarzysta i reżyser filmów animowanych, współtwórca m.in. Pomysłowego Dobromira, Dziwnych przygód Koziołka Matołka oraz serii Pies, kot i...
Studiował na Akademii Sztuk Pięknych w Warszawie (od 1951, dyplom w 1958). Przez wiele lat współpracował z pionem kulturalnym Związku Harcerstwa Polskiego (redaktor materiałów programowych Głównej Kwatery ZHP „Ogniskowe koncepty”, kierownik literacki Harcerskiej Drużyny Artystycznej „Gawęda”). Był współautorem (z Andrzejem Kieruzalskim) oraz ilustratorem książek Z kukiełką w plecaku (Warszawa 1959), Nasz najpiękniejszy obóz (Warszawa 1960).
Od 1961 był związany z Studiem Małych Form w Warszawie jako animator i reżyser filmów animowanych. Jedno z pierwszych wyróżnień – Brązowe Koziołki 1969 – przyniósł mu film rysunkowy Podróż na niby. Został pochowany na Cmentarzu Komunalnym na Powązkach (kwatera A10-2-15).